# Клейтон (округ, Айова)
Кле́йтон (англ. Clayton County) — округ в США, штате Айова. На 2000 год численность населения составляла 18 678 человек. По оценке бюро переписи населения США в 2009 году население округа составляло 17 463 человек. Окружным центром является город Элкейдер.

## История
Округ Клейтон был сформирован 21 декабря 1837 года.

## География
Согласно данным Бюро переписи населения США площадь округа Клейтон составляет 2017 км². Восточная граница округа проходит по реке Миссисипи. По территории округа протекает река Терки, являющаяся правым притоком Миссисипи.

### Основные шоссе
- Шоссе 18
- Шоссе 52
- Автострада 3
- Автострада 13
- Автострада 56
- Автострада 76
- Автострада 128

### Соседние округа
- Алламаки  (север)
- Крофорд, Висконсин  (северо-восток)
- Грант, Висконсин  (восток)
- Дубьюк  (юго-восток)
- Делавэр  (юг)
- Бьюкенен  (юго-запад)
- Фейетт  (запад)
- Уиннешик  (северо-запад)

## Демография
По данным переписи населения 2000 года в округе проживало 18 678 жителей. Среди них 22,9 % составляли дети до 18 лет, 19,4 % люди возрастом более 65 лет. 50,1 % населения составляли женщины.
Национальный состав был следующим: 98,7 % белых, 0,3 % афроамериканцев, 0,3 % представителей коренных народов, 0,2 % азиатов, 1,3 % латиноамериканцев. 0,5 % населения являлись представителями двух или более рас.
Средний доход на душу населения в округе составлял $16930. 10,8 % населения имело доход ниже прожиточного минимума. Средний доход на домохозяйство составлял $46462.
Также 82,6 % взрослого населения имело законченное среднее образование, а 12,8 % имело высшее образование.